# 14 giugno
Il 14 giugno è il 165º giorno del calendario gregoriano (il 166º negli anni bisestili). Mancano 200 giorni alla fine dell'anno.

## Eventi
- 370 – San Basilio Magno viene ordinato vescovo di Cesarea in Cappadocia;
- 877 – Carlo il Calvo promulga il Capitolare di Quierzy che introduce l'ereditarietà delle cariche feudali;
- 1275 – Valdemaro I di Svezia viene sconfitto durante la battaglia di Hova e il regno passa a suo fratello Magnus III di Svezia;
- 1381 – Re Riccardo II d'Inghilterra incontra il capo della Rivolta dei contadini;
- 1645 – Guerra civile inglese: battaglia di Naseby;
- 1658 – Guerra franco e anglo spagnola: battaglia delle Dune, vittoria francese del Grand Turenne sugli spagnoli di Don Giovanni d'Austria e di Luigi II di Borbone Principe di Condé;
- 1751 – Papa Benedetto XIV pubblica la lettera enciclica A Quo Primum sui divieti agli ebrei in terra di Polonia;
- 1761 – Papa Clemente XIII pubblica la lettera enciclica In Dominico Agro sulla necessità dell'insegnamento della dottrina cristiana, sull'uso del catechismo e sulla preparazione dei preposti a tale insegnamento;
- 1775 – Viene fondato l'esercito degli Stati Uniti d'America;
- 1777 – La Stars and Stripes viene adottata dal Congresso come bandiera degli Stati Uniti d'America;
- 1789 – Gli ammutinati della HMS Bounty raggiungono Timor;
- 1800 – Campagna Napoleonica d'Italia del 1800, battaglia di Marengo: a Marengo, le truppe di Napoleone sconfiggono gli austriaci al comando del generale Michael von Melas;
- 1807 – La Grand Armée di Napoleone sconfigge i russi nella battaglia di Friedland;
- 1822 – Charles Babbage propone la macchina differenziale;
- 1830 – Con lo sbarco di 34000 soldati lungo la costa nei pressi del villaggio di Sidi Ferruch, inizia l'occupazione francese dell'Algeria;
- 1834 – Isaac Fischer, Jr. brevetta la carta vetrata;
- 1841 – Il primo parlamento del Canada si riunisce a Kingston;
- 1846 – Fondazione della Repubblica della California;
- 1863 – Guerra di secessione americana, battaglia di Second Winchester;
- 1872 – In Canada vengono legalizzati i sindacati;
- 1881 – John McTammany, Jr. brevetta l'autopiano;
- 1900
  - La Repubblica delle Hawaii diventa un Territorio degli Stati Uniti d'America;
  - Ribellione dei Boxer: circa 10000 ribelli Boxer iniziano l'Assedio alla missione cattolica di Pe-Tang, difesa da appena 41 marinai franco-italiani;
- 1919 – Alcock e Brown partono da St. John's (Terranova) per il primo volo transatlantico senza scalo;
- 1923 – Warren G. Harding diventa il primo presidente degli Stati Uniti d'America a usare la radio;
- 1934 – Dopo l'incontro privato del giorno prima, Adolf Hitler e Benito Mussolini si mostrano per la prima volta in pubblico insieme a Venezia;
- 1938 – Dorothy Lathrop vince la prima Medaglia Caldecott;
- 1940
  - Seconda guerra mondiale: i tedeschi entrano a Parigi;
  - Seconda guerra mondiale: viene aperto il campo di concentramento di Auschwitz;
  - Viene completato il Ponte Kachidoki sul fiume Sumida a Chūō (Tōkyō), uno dei pochissimi ponti mobili del Giappone;
- 1941 – Deportazioni di massa ordinate dalle autorità dell'Unione Sovietica si svolgono in Estonia, Lettonia e Lituania;
- 1946 - Nasce nella città di New York Donald Trump, che diventerà il 45° e il 47° presidente degli Stati Uniti d'America.
- 1949 – Si forma lo Stato del Vietnam;
- 1951 – L'UNIVAC I viene dedicato all'Ufficio del Censo degli Stati Uniti d'America;
- 1952 – Iniziano i lavori di costruzione del primo sottomarino nucleare, USS Nautilus (SSN-571);
- 1959 – Apre al pubblico presso il parco a tema Disneyland di Anaheim (California) il Disneyland Monorail System, la prima monorotaia dell'emisfero occidentale;
- 1965 – Paul McCartney registra da solo la canzone Yesterday per voce e chitarra agli Abbey Road Studios; durante la post-produzione nei giorni successivi verrà aggiunto l'accompagnamento per archi;
- 1966
  - Il Vaticano annuncia l'abolizione dell'Indice dei libri proibiti, in uso dal 1557;
  - Capitol Records ritira dal mercato tutte le copie dell'album dei Beatles Yesterday and Today il giorno prima della sua messa in vendita per via della copertina, che riproduce una grottesca fotografia di Robert Whitaker in cui i quattro membri del gruppo sono vestiti da macellai e circondati da pezzi di carne e bambolotti rotti; l'album verrà rimesso in vendita con una copertina diversa il successivo 20 giugno[1];
- 1970 – La Nazionale italiana di calcio sconfigge il Messico per 4-1 ai Mondiali;
- 1971 – Viene aperto il primo Hard Rock Cafe a Londra;
- 1982 – Fine della guerra tra Regno Unito e Argentina sulle Isole Falkland/Malvine (Guerra delle Falkland);
- 1985
  - In Lussemburgo vengono firmati degli Accordi di Schengen;
  - Il volo TWA 847 viene dirottato dagli Hezbollah;
- 1987 – Elezioni politiche in Italia;
- 2004 – Il Regno Gay e Lesbo delle Isole del Mar dei Coralli dichiara unilateralmente l'indipendenza dall'Australia;
- 2006 – Il cantautore statunitense Rufus Wainwright rimette in scena lo storico concerto di Judy Garland alla Carnegie Hall di New York; dalla performance sarà tratto l'album Rufus Does Judy at Carnegie Hall;
- 2008 – Una scossa di terremoto di magnitudo 7.2 colpisce le aree montane delle prefetture di Iwate e Miyagi in Giappone;
- 2010 – La striscia a fumetti Kobo-chan di Masashi Ueda, pubblicata ininterrottamente dal 1º aprile 1982 sul quotidiano giapponese Yomiuri Shinbun, raggiunge il suo episodio numero diecimila;
- 2017
  - L'incendio della Grenfell Tower a Londra causa 72 morti e 74 feriti;
  - La canzone Imagine viene premiata a New York dalla National Music Publishers' Association con il Centennial Award come "Canzone del secolo" e contestualmente Yōko Ono viene ufficialmente riconosciuta come coautrice del brano, secondo le volontà dello stesso John Lennon[2];
- 2020 – Il concerto in streaming mondiale Bang Bang Con: The Live della boyband sudcoreana BTS registra oltre 756600 spettatori da 107 Paesi del mondo, per un incasso stimato di 20 milioni di dollari, rendendolo il singolo evento musicale di maggior incasso di tutti i tempi[3][4];
- 2022 – La firma di un trattato di pace fra Canada e Danimarca e la ratifica del confine geografico fra i due Stati sull'Isola Hans mette fine alla guerra del whisky iniziata nel 1973;
- 2023 – Si svolgono i solenni funerali di Stato (accompagnati dal lutto nazionale) di Silvio Berlusconi nel Duomo di Milano, dopo la morte avvenuta il 12 giugno.

## Nati
Ci sono circa 1 070 voci su persone nate il 14 giugno; vedi la pagina Nati il 14 giugno per un elenco descrittivo o la categoria Nati il 14 giugno per un indice alfabetico.

## Morti
Ci sono circa 480 voci su persone morte il 14 giugno; vedi la pagina Morti il 14 giugno per un elenco descrittivo o la categoria Morti il 14 giugno per un indice alfabetico.

## Feste e ricorrenze

### Civili
Internazionali:
- Giornata mondiale del donatore di sangue
- Festa internazionale dei webloggers

Nazionali:
- Afghanistan – Festa della mamma
- Stati Uniti – Flag Day (Giorno della bandiera)
- Stati Uniti – Anniversario della nascita dell'esercito degli Stati Uniti
- Italia - Anniversario della nascita del Nucleo investigativo centrale, reparto speciale del Corpo di polizia penitenziaria

### Religiose
Cristianesimo:
- Sant'Agapito di Pečers'k, medico e monaco ortodosso (Chiese orientali)
- Santi Anastasio, Felice e Digna, martiri
- San Cipriano di Antigny, martire ad Antigny col fratello Savino
- Sant'Eliseo, profeta
- Sant'Eterio di Vienne, vescovo
- San Fortunato di Napoli, vescovo
- San Gerboldo di Évreux, vescovo e abate
- San Metodio I, Patriarca di Costantinopoli
- San Mstislav di Novgorod, principe (Chiese orientali)
- San Proto di Aquileia, martire
- Santa Teopista, vergine e martire
- Santi Valerio e Rufino, martiri
- Beata Costanza de Castro, terziaria francescana
- Beata Mario Ciceri, presbitero
- Beata Nhá Chica (Francisca de Paula de Jesus), laica
- Beato Pietro de Bustamante, vescovo

Religione romana antica e moderna:
- Vestalia, ottavo giorno